# Забратау (Ковасна)
Забратау (рум. Zăbrătău) насеље је у Румунији у округу Ковасна у општини Сита Бузаулуј. Oпштина се налази на надморској висини од 687 m.

## Становништво
Према подацима из 2002. године у насељу је живело 563 становника, од којих су сви румунске националности.